# Tka6
Tka6 är beteckningen på en serie finländska motortrallor. Tka6-motortrallorna byggdes av ingenjörsbyrån Saalasti i Kyrkslätt 1972–1973. De 29 individerna i serien är numrerade 138—167.
Som underrede för fordonen har man använt gamla flakvagnar från serien Hk (tillverkade hos VR:s verkstäder i Böle). Tka6:orna har i VR:s bruk till största delen ersatts av nyare Tka7- och Tka8-motortrallor.
Tka6:or finns också i bruk hos HST-Metrotrafik som servicefordon samt som växellok hos Finska Sockers fabrik i Säkylä och hos ett metallföretag i Skuru. En del ur bruk tagna Tka6:or har sålts till Estland.